# Senf
Senf je gusti začin u obliku umaka/namaza koji se proizvodi iz sjemenki biljke gorušice.
Da bi se stvorio ovaj začin prvo je potrebno samljeti sjemenke gorušice, te se onda taj prah pomiješati s vodom, octom te drugim tekućinama. Ponekad se u ovu mješavinu mogu dodati još i drugi okusi i začini.
Jaki senf može prouzročiti suzenje očiju, ljuti okus u ustima i na nepcu te osjećaj topline u nosnim putevima. Takve vrste senfa mogu također izazvati i alergijske reakcije. Zbog toga se od 2005. godine na svim proizvodima u Europskoj uniji mora označiti ako u sebi sadržavaju senf.

## Vrste senfa
- Senf Dijon